# Tripyla cornuta
Tripyla cornuta är en rundmaskart. Tripyla cornuta ingår i släktet Tripyla och familjen Tripylidae. Arten är reproducerande i Sverige. Inga underarter finns listade i Catalogue of Life.